# 千島アイヌ
千島アイヌ（ちしまアイヌ、アイヌ語: Ruru-tom-un-kur、英語: Kuril Ainu）とは、かつて千島列島北部の新知郡や占守郡とカムチャツカ半島南端に居住していたアイヌ民族の一派である。北海道アイヌや樺太アイヌとは異なる文化・伝統を有することで知られていたが、日露両国間で締結された千島・樺太交換条約締結後の移住によって人口が激減し、現在では千島アイヌの文化は断絶してしまっている。
欧米ではクリルアイヌ、あるいは単にクリル人とも呼称される。

## 定義

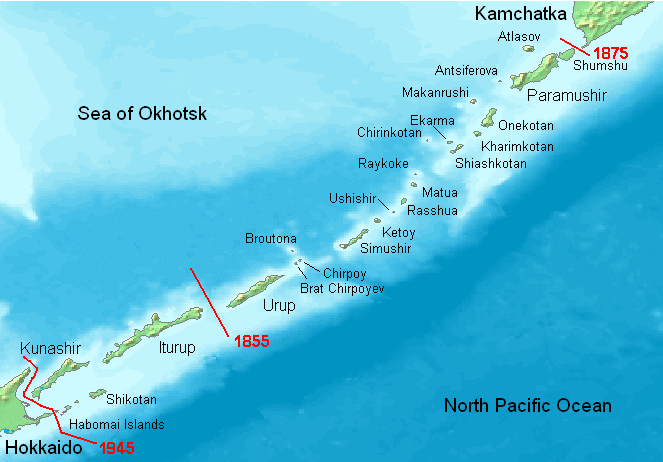
千島列島（英名）

「千島アイヌ」あるいは「クリルアイヌ」の名前で知られているものの、厳密に言うと北方領土（エトロフ島・クナシリ島等）のアイヌは北海道本島のアイヌと同系統とされ、通常「千島アイヌ」は、シムシル島からカムチャツカ半島南端にルーツを持つアイヌを指していることが多い。
ウルップ–シムシル島間の北得撫水道を境にしてアイヌ民族の文化伝統が異なる事は古くから知られており、近藤重蔵は『辺要分界図考』（1804年）で以下のように述べている。
同様に、蝦夷通辞の上原熊次郎は以下のような記述を残している。
以上の記述をあわせると、北海道アイヌの間ではエトロフ島・シコタン島といった北方四島のアイヌは道東一帯のアイヌと同じグループに分類されており、それ以北のグループがチュプカウンクル（アイヌ語:cupka-un-kur）と呼ばれていたという。ここで言う「チュプカ」とは、「日・の上（＝太陽の上がる方向、東）」を意味するアイヌ語cup-kaのことである。
また、1899年の鳥居龍蔵の調査によると、千島アイヌは自身のことを「ルートンモングル（ruton-mon-guru,「西に住まえる人」の意）」、北海道アイヌのことを「ヤムグル（yamu-guru,「南方の人」の意）」、カムチャダールのことを「チュプカウングル（cupka-an-guru,「東方の人」の意）」と呼称しており、ここでも「ルートン（ruton）」はウルップ島〜シュムシュ島の千島北部のみを指すものとされている。これらの呼称はより正確には「ルルトムンクル（アイヌ語: ruru-tom-un-kur,「海中の人」の意）」あるいは「ルットムンクル（アイヌ語: ruttom-un-kur,「島嶼の住人」の意）」、「ヤウンクル（アイヌ語: ya-un-kur,「本土の人」の意）」を聞き取ったものと見られている。
なお、カムチャツカ半島南部（ロパートカ岬一帯）にはアイヌ語地名がいくつか残っており、カムチャツカ半島南部も千島アイヌの居住圏であったと見られている。

## 歴史

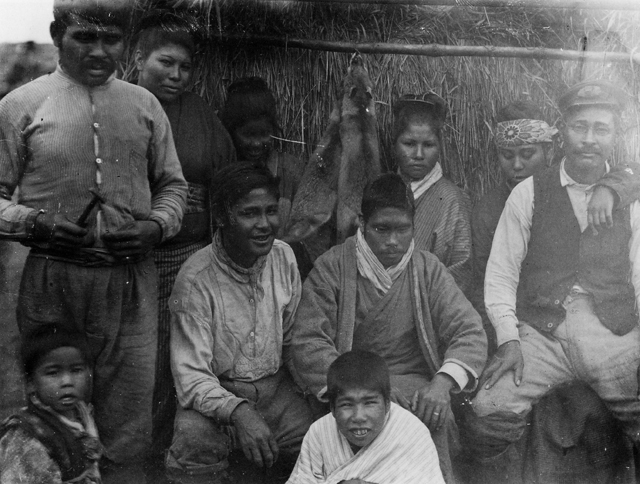
千島アイヌの若者たち（1899年）

千島アイヌの成立は北海道アイヌ・樺太アイヌと比較して遅く、15世紀以後のことと考えられている。これはアイヌ民族以前に千島列島に居住していたオホーツク文化人を漸次同化・征服していったためである。
千島アイヌの産出するラッコ皮は他の地域では得られない稀少品であり、古くから交易によって和人社会にもたらされていた。
一方、千島アイヌはメナシクル（道東アイヌ）の漁場であったウルップ島で沈黙交易をおこない、直接和人と交易を行わなかったこともあって、江戸時代末期に至るまで千島アイヌに関して和人社会ではほとんど知られていなかった。16-17世紀頃の日本では千島方面を漠然と「クルミセ」あるいは「ラッコ島」と呼ぶのみで、千島に関する知識は主に北海道アイヌを介した伝聞に拠っていた。
17世紀末、カムチャツカ半島にまで進出していたロシア人は、18世紀初頭より千島列島に足を踏み入れるようになった。1711年、ダニラ・ヤコヴレヴィチ・アンツィフェーロフ率いるカザークは始めて千島列島に進出し、これ以後千島アイヌはロシア人より毛皮税（ヤサーク）を取り立てられるようになった。
19世紀に入ると、蝦夷地を箱館奉行の管轄する幕府直轄領とした日本と南下政策をすすめるロシアの間で、千島方面における国境画定が問題化してきた。両国の国境確定は明治維新を経た後、1875年の千島・樺太交換条約によって一応の決着を見た。この結果、千島アイヌは3年以内に日露どちらかの国籍を選択することを迫られた。
当時国力の乏しかった日本政府は、長大な千島列島の末端への生活物資の補給が大変困難であり、また千島アイヌもロシア化されており国防上の懸念もあることから、根室県の役人が占守島の全住民を説得し色丹島に移住させた（『千島巡航日記』）。しかし、生活環境の変化は大きく慣れない生活と風土のため、千島アイヌの人口は激減してしまった。更に、第二次世界大戦でソ連が千島列島や北方領土を占領すると、ソ連によって追放された千島アイヌ及びその血縁者は日本各地に移住したため、千島アイヌ文化の伝統は途絶えてしまった。一方、ロシアへの移住を余儀なくされたアイヌについてはロシアにおけるアイヌの項も参照。
1962年に村崎恭子が北海道にいた千島アイヌの生き残り及び和人とのハーフ4人から聞き取り調査を行ったが、完全に同化していたうえ、うち二人（夫婦）はもともと使っていなかったこともあり千島アイヌ語は話せない状態だった。他の最年長の女性二人は本土に渡った後、夫に虐待されるなど辛い生活を送ったためか村崎と話さえしようとしなかった。このため、翌年に村崎は千島アイヌ語の話者が絶えたことを報告した。
現在、千島アイヌとしての文化的アイデンティティを保持する者は既に存在しないと考えられている。
しかし、占守島で暮らしていた千島アイヌの子孫の中に、現在はポーランド在住の一家が存在することを1992年の5月に北海道新聞が「忘れられた人々 北千島アイヌ民族」という連載記事で紹介した。一家の祖先は占守島と近辺の島々で生活していた。彼らはロシア人の入植後はアザラシやラッコの毛皮をロシア商人に売却することを生業のひとつとし、千島列島が日本領になって以降ロシア国籍を取得し、カムチャツカ半島に移住した。しかし、カムチャツカの入植ロシア人と諍いが発生し、カムチャツカ在地のカザークによる人身売買の被害に遭った。その結果、カムチャツカから7000km以上の距離にあるベラルーシで労働せざるを得なくなり、更にベラルーシでまた貴族による人身売買の被害に遭い、ポーランドに送られた。そして彼らの曽祖父はポーランドでの労働の中でポーランド人女性と結婚しており、その子孫が現在ポーランド在住の一家となった。

## 文化

### 住居

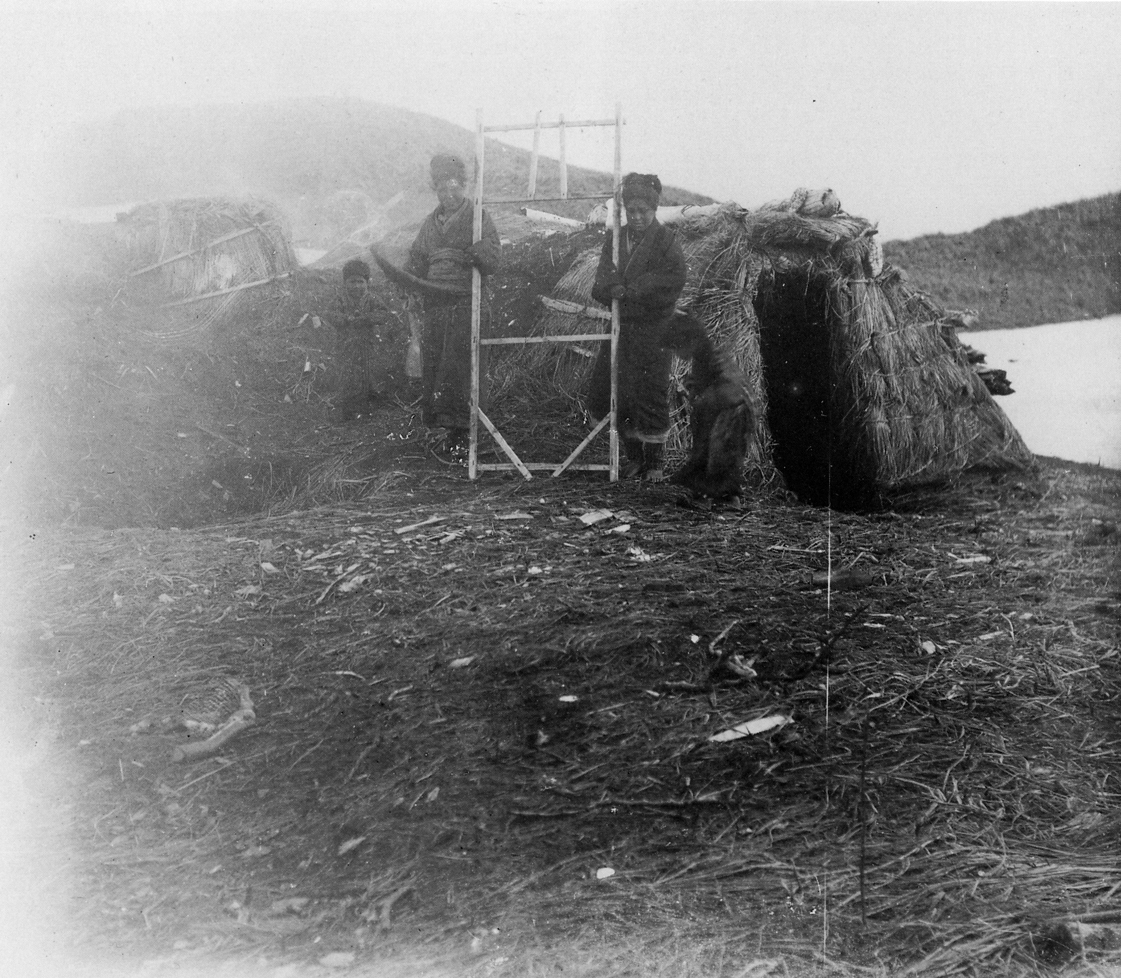
千島アイヌの竪穴建物

千島アイヌ文化が北海道アイヌ文化と異なる点としてよく挙げられるのが、竪穴建物（竪穴住居）での生活である。竪穴建物を作る際には、まず長方形の穴を掘った後に柱を立て、板で囲い、急勾配の屋根をつくる。その後、煙出し用の穴を残して干し草・土・泥炭などで蔽い、窓や入り口を整えて完成させた。窓ガラス代わりに海獣の膀胱を広げたものを窓に貼っていたため、室内はとても暗かったという。
ロシア人の進出後、千島アイヌの住居で最も大きく変わったのは風呂を作るようになったことであった。この風呂はロシアの蒸し風呂（バーニャ）をまねたもので、熱した石に水をかけることで蒸気を出す、というものであった。

### 衣服

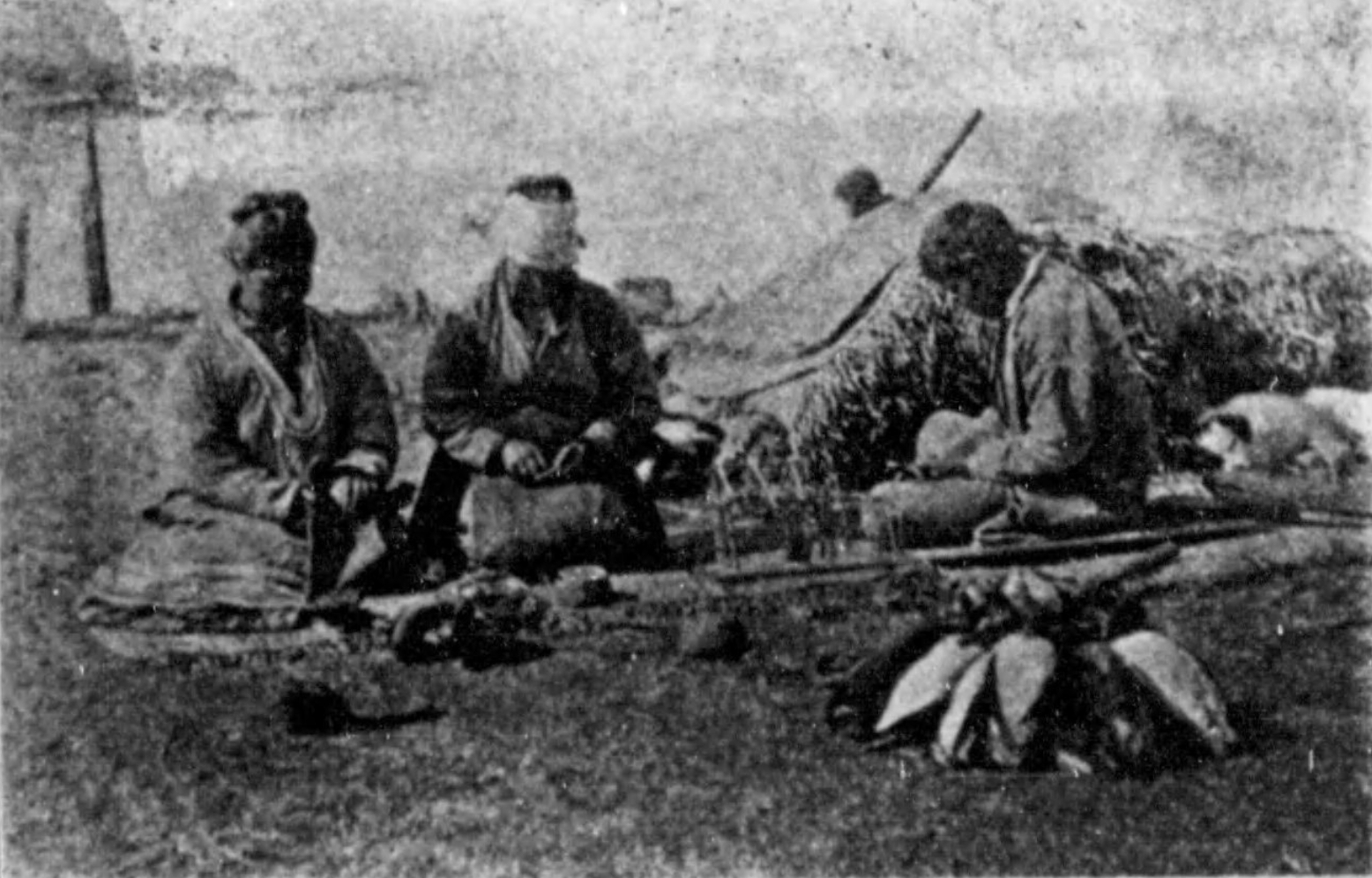
作業中の千島アイヌ

近藤重蔵の記録によると、千島アイヌには羽毛（アイヌ語: rap-ur）、犬の皮（アイヌ語: seta-ur）、草を編んだもの（アイヌ語: kera）などを材料とした衣服が存在したという。また、ウシシルのアイヌは雁の羽にアザラシの皮で縁取った筒袖仕立ての衣服を着ていたという。keraはキナという草を用いて作るが、北海道アイヌの作るアットゥシ（attus）のような樹皮由来の繊維で織られた衣服は、材料となるオヒョウダモが北千島で育たないため、作られない。靴としては耐水性の高いトドあるいはアザラシの皮を用いて作った長靴を使っており、冬期には柳で作った樏をつけていたという。
以上のような千島アイヌの衣服は18世紀以後かなりロシア化し、ロシア製のシャツや帽子、用いるようになったという。

### 生活用具
北海道アイヌ・樺太アイヌには見られない千島アイヌ独自の特徴として、遅くとも19世紀前半まで土器作りの文化を保持していたことが挙げられる。しかし、このような文化はロシア人の進出とともに少しずつ廃れてゆき、ロシア製の用具を用いるようになっていった。
千島アイヌを代表する物質文化として、「テンキ」と呼ばれるバスケットが存在する。これはテンキ草（ハマニンニク）を材料に巻き上げ技法（コイリング技法）を用いて作成したもので、アメリカ北西海岸のネイティブ・アメリカンとも共通する文化である。また、北海道アイヌには人形や仮面を作る文化がない一方、千島アイヌは木製仮面を有していたことが知られているが、これもまたアラスカ・アリューシャン・カムチャツカの北方民族の影響を受けた文化であると考えられている。

## 沈黙交易
千島アイヌはウルップ島までおもむき、道東アイヌと沈黙交易をおこなった。当時のウルップ島は道東アイヌの漁場となっていた。沈黙交易の項も参照されたい。

## 言語
千島アイヌ語についての資料は断片的なものしか残されておらず、その実態には未だ謎が多い。
しかし、クラシェニンニコフは「クナシリ［島］住民の言語は第2島ポロムシル島（幌筵島）で話される言語とほとんど何らの相違もない」というクリル人（アイヌ）の発言を記録しており、国後島を含むアイヌ語南千島方言と類似した言語であった可能性もある。

## 千島アイヌの人物
- ケレコレ（ロシア名: グレゴリー）- シュムシュ島のアイヌ。イルクーツクの商人であるドミトリー・シャバーリンの通訳として活躍[15]。
- オロキセ（ロシア名: アレクセイ）- 同上[15]。
- アレクセイ（千島アイヌ） ‐ ヴァシーリー・ゴロヴニーンの通訳として活躍[16]。
- グリゴリー（千島アイヌ） ‐  鳥居龍蔵のインフォーマントとして活躍[17]。
- ラウレンチ（千島アイヌ） ‐ 同上[17]。

## コロポックル伝説と千島アイヌ

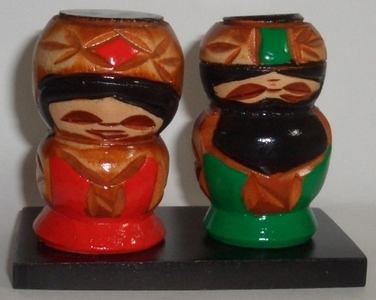
コロポックルの木彫り人形

アイヌ民族伝承の一つとして知られるコロポックㇽ伝説のモチーフが千島アイヌであった、とする説が存在する。
一般的に「アイヌ民族の小人伝承」と言うと「蕗の葉の下の人（korpokkur）」が想像されるが、実は前近代の記録にはアイヌ民族の伝える小人を「トイチセコッチャカムイ（トイコイカムイ、トイチセウンクルとも。竪穴建物に住む人、の意）」或いは「クルムセ（千島の人、の意）」という名称でも記録していた。
例えば、17世紀の『勢州船北海漂着記』には以下のように記録されている。
この記述に見られるような、古い時代に記録された小人の特徴を列挙すると、
1. 小人と北海道アイヌはコミュニケーションを欠く（＝両者は沈黙交易を行う）
2. 小人は土鍋製作用の土を取って帰る（＝小人は土器製作を行う）
3. 小人の島にはオオワシが多い
4. 小人は島に住む、船でやってくる

となり、これらの特徴は全て千島アイヌの特徴と一致する。
更に注目されるのは、樺太アイヌ・北海道アイヌ・南千島アイヌといったほぼ全ての地域で伝承される「小人伝説」が、唯一千島アイヌの間でのみ知られていないという点である。
以上の点を踏まえて、考古学者の瀬川拓郎はアイヌの小人伝説について「……15世紀に北千島へ進出したアイヌは、その奇妙な習俗によって異人され、15〜16世紀には道東アイヌのあいだで小人として語られることになった」のであり、「19世紀ころには、様々なモティーフを取り込み、他の伝説とも融合して、もはや北千島アイヌの現実の習俗を反映した伝説であったとは思われないほど、小人伝説はアイヌ世界の物語として『成長』を遂げていた」と纏めている。